# ساكان
ساكان هي قرية في مقاطعة أرومية، إيران. يقدر عدد سكانها بـ 161 نسمة بحسب إحصاء 2016.